# Jagdish Singh
Jagdish Singh (Jalandhar, 1º luglio 1991) è un fondista indiano. Ha partecipato ai XXIII Giochi olimpici invernali di PyeongChang.

## Biografia
Singh si è unito all'esercito dell'India nel 2011. Si è allenato come fondista all'High Altitude Warfare School dell'esercito a Gulmarg. Si è qualificato per le Olimpiadi invernali del 2018, dove ha rappresentato l'India assieme allo slittinista Shiva Keshavan, durante un evento sportivo in Finlandia. Durante questo evento, c'è stata una piccola controversia circa il suo allenatore dato che la HAWS gli ha raccomandato l'ex atleta olimpico Nadeem Iqbal poco prima della gara sportiva.
Alle Olimpiadi di PyeongChang, ha preso parte alla gara dei 15 km a tecnica libera in cui è arrivato centotreesimo.